# ABU TV ソング・フェスティバル2016
ABU TV ソング・フェスティバル2016 (ABU TV Song Festival 2016)は、アジア太平洋放送連合(ABU)加盟放送局によって開催される、アジア規模の音楽コンテスト。
アジア・オセアニア地域から13の国と地域が参加。
マレーシア、トルコが撤退し、大会へ初めて参加すると報道されていたモンゴルも、最終的に参加を取りやめたが、北アフリカ地域からチュニジアが大会に参加することを表明した（アジア、オセアニア以外からのエントリーは大会史上初）。

## 大会概要
開催都市の詳細については、バリ島を参照。
2016年3月24日、ABU TV ソング・フェスティバルの2016年大会がインドネシアのバリ島で行われることがABUによって発表された。2016年5月17日には大会のロゴが発表された。
2016年7月の時点では、大会へ参加する国と地域の数は歴代最低になると予測されていたが、それから約2か月後には、不参加を表明していたアフガニスタンが大会へ参加することを発表したことを筆頭に、大会参加を表明する国・地域が増加した。
2016年10月の段階で、大会への総参加国及び地域は12となった。
参加すると思われていたモンゴル（実現すれば大会初参加）とインドは撤退した。

## 参加国・地域
2016年6月の時点では、カザフスタン代表としてBerdibek Kulgarayevが大会へ参加すると報じられたが、2016年9月に、カザフスタン代表がAyreeへ変更されていたことが分かった。
| 国名・地域名   | アーティスト         | 曲                                                 |
| -------------- | -------------------- | -------------------------------------------------- |
| カザフスタン   | Ayree                | My Motherland (私の祖国)                           |
| マカオ         | Queena Tam           | Aylan                                              |
| チュニジア     | Lotfi Bouchnak       | Mohammed                                           |
| ベトナム       | Pha lê               | Silky Lady (シルクシャツの少女)                    |
| 日本           | きゃりーぱみゅぱみゅ | ファッションモンスター & 最&高 メドレー            |
| インドネシア   | Novita Dewi          | Terbang (Fly) (飛ぶ)                               |
| 香港           | Kayee Tam            | Puppet (傀儡)                                      |
| 韓国           | Ailee                | Singing Got Better (歌が上手になった)              |
| モルディブ     | Laisha Junaid        | Magey Rah (私の島)                                 |
| 中国           | Mo Siman             | The Love From Heaven (天国からの愛)                |
| アフガニスタン | Seeta Qasemie        | Melody of Love (愛のメロディー)                    |
| スリランカ     | Shehara Liyanage     | Something bout’ You and I (あなたと私について何か) |

### 参加を見送った国
下記の国・地域は、参加を取りやめた（特記がない限り2016年の出来事である）。
- タイ - 9月の時点では参加すると思われていたが、出場しないことが10月20日に報じられた[13]。
- モンゴル - 9月の時点では参加すると思われていたが、出場しないことが10月13日に報じられた[3]。
- マレーシア[14]
- トルコ[14]
- ミャンマー[15]
- バヌアツ[16]

その他
- インド
- オーストラリア
- ブルネイ
- イラン
- イラク
- キルギス
- シンガポール

## 放送局
- インドネシア Televisi Republik Indonesia (TVRI) - ホスト
- 日本 – 日本放送協会 (NHK)
- チュニジア – Arab States Broadcasting Union (ASBU)
- ベトナム – ベトナムテレビジョン (VTV)
- 中国 – Sichuan Radio and Television (四川广播电视台) (SRT)
- 韓国 – 韓国放送公社 (KBS)
- 香港 – 無綫電視 (TVB)
- モルディブ – Television Maldives (PSM)
- マカオ – マカオラジオテレビ (TDM)
- アフガニスタン – Ariana TV (ATN)
- カザフスタン – Kazakhstan Radio and Television Corporation (JSC)
- スリランカ – MTV Channel (Pvt) Ltd (MTV)

## 関連
- ABU TV ソング・フェスティバル
- アジア太平洋放送連合(ABU) 大会主催団体
- ABU ラジオ・ソング・フェスティバル ABUが主催する歌謡祭のラジオ版。
- アジア・パシフィック・ソング・コンテスト ABUによるアジア規模の音楽祭を行う構想。後にABUソング・フェスティバルへ発展。
- ユーロビジョン・ソング・コンテスト ヨーロッパ規模の音楽コンテスト。ABU TV ソング・フェスティバルのモデルとなった番組。